# Burg 28 (Ennepetal)

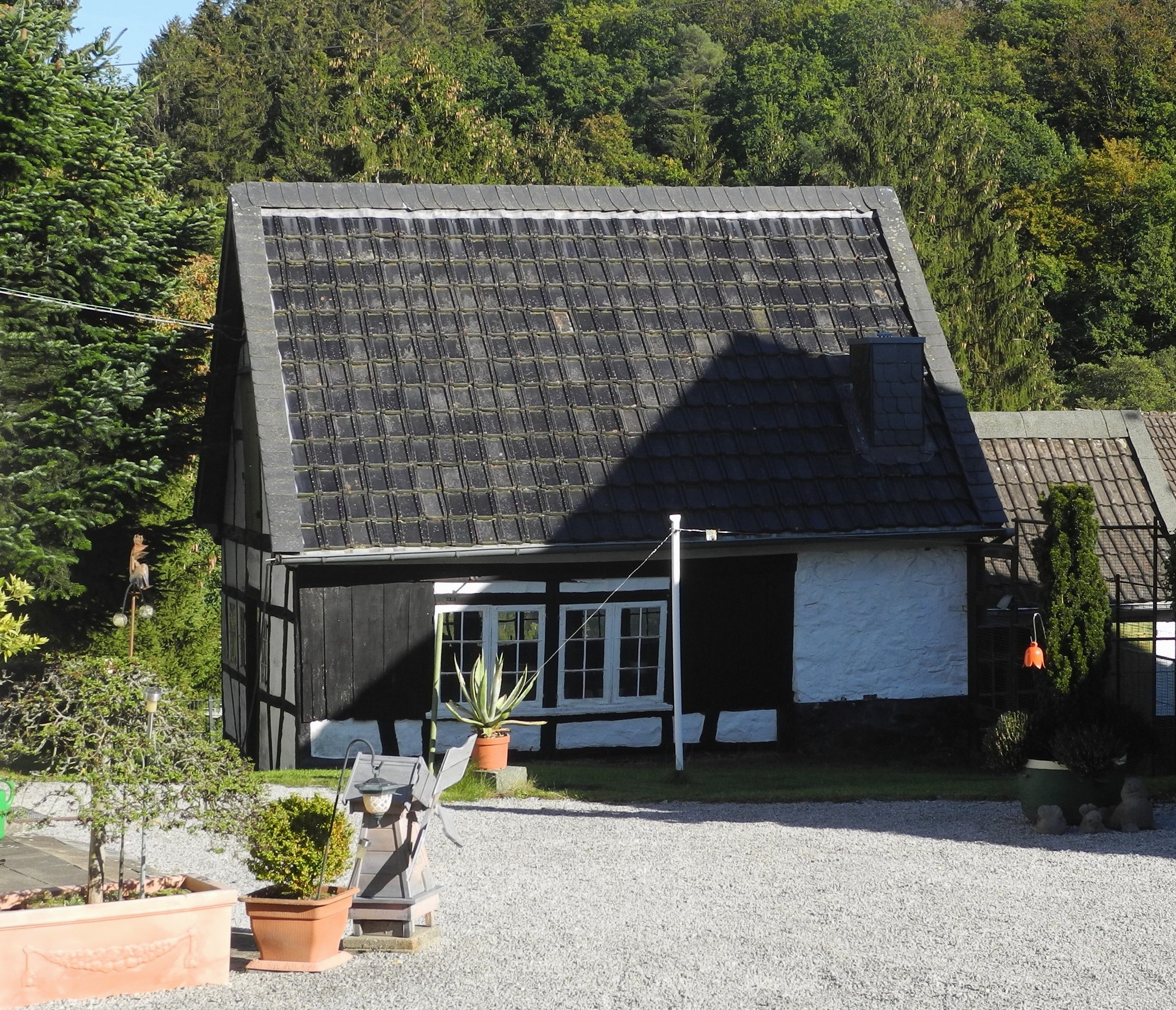

Das Gebäude Burg 28 im Ennepetaler Stadtteil Burg ist eine denkmalgeschützte, ehemalige Schmiede in Fachwerkbauweise.

## Beschreibung
Das neben dem ebenfalls denkmalgeschützten Bruchsteinhaus Burg 30 gelegene Gebäude besitzt ein großes, zweiflügeliges Werkstatttor, ein Ladetor mit Zugang zu den Dachräumen im Giebel und ein regelmäßiges Fachwerk. Ein kleiner, auf einen Bruchsteinsockel errichtete Anbau auf der rückwärtigen Giebelseite ergänzt den Baukörper firstversetzt. Die Schmiede gehörte zu den Wirtschaftsgebäuden eines 1763 errichteten Hofs.
Der Wohnplatz Burg wird bereits im Schatzbuch der Grafschaft Mark aus dem Jahr 1486 erwähnt. Zu dieser Zeit zählte der Hof zu den wohlhabenden der Region.